# Krabbornas taxonomi
Enligt Grave et al. (2009) delas infraordningen krabbor i fyra taxonomiska enheter (ibland betecknad som sektioner) med högre rang än överfamilj och den fjärde enheten delas i ytterligare två grupper. I rubrikerna redovisas överfamiljer och familjer.
- Dromiacea (5 överfamiljer, inklusive 2 utdöda)
- Raninoida (överfamilj Raninoidea)
- Cyclodorippoida (överfamilj Cyclodorippoidea)
- Eubrachyura
  - Heterotremata (28 överfamiljer)
  - Thoracotremata (4 överfamiljer)

## Dromiacea

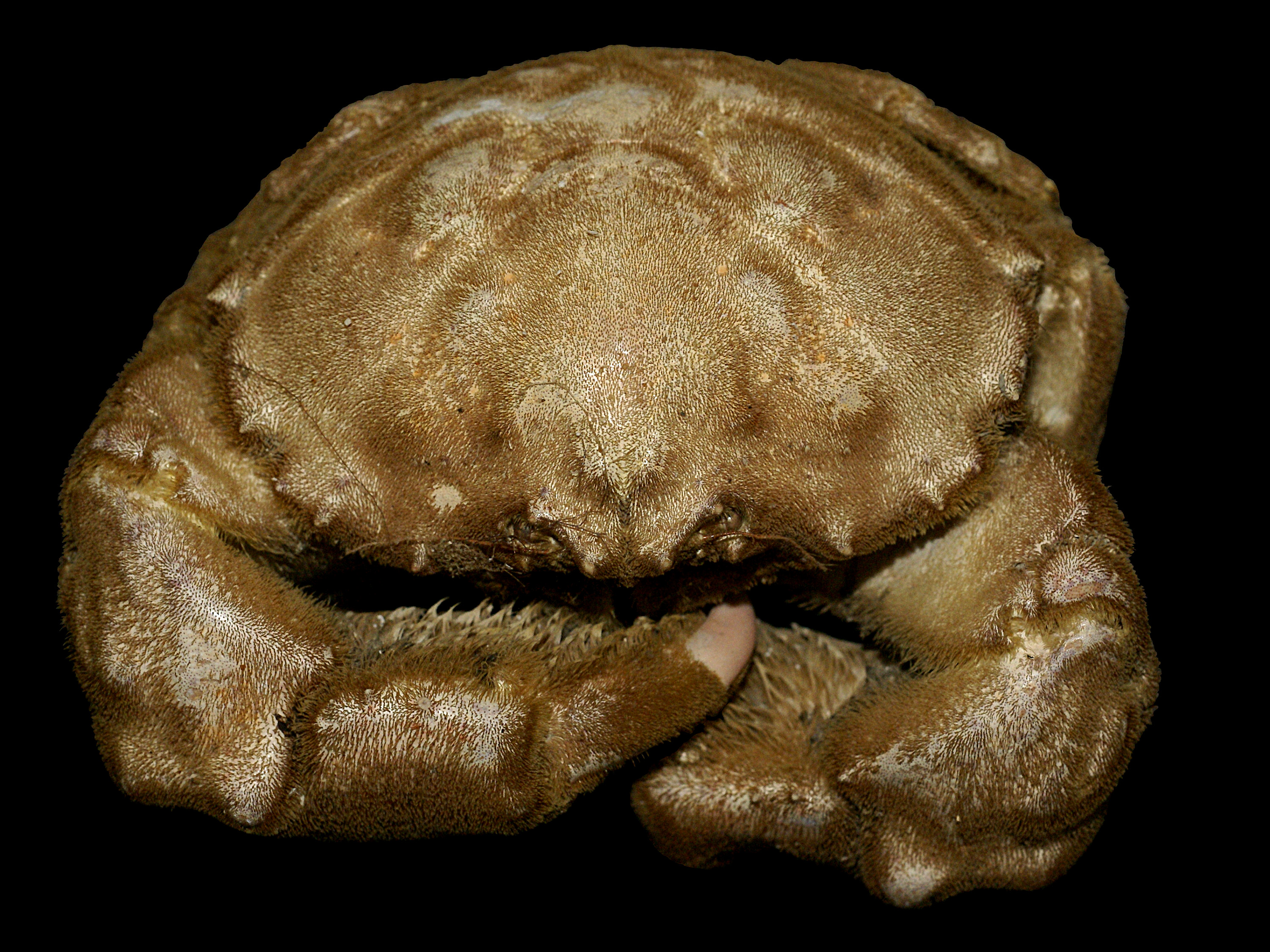
Dromia personata (familj Dromiidae)

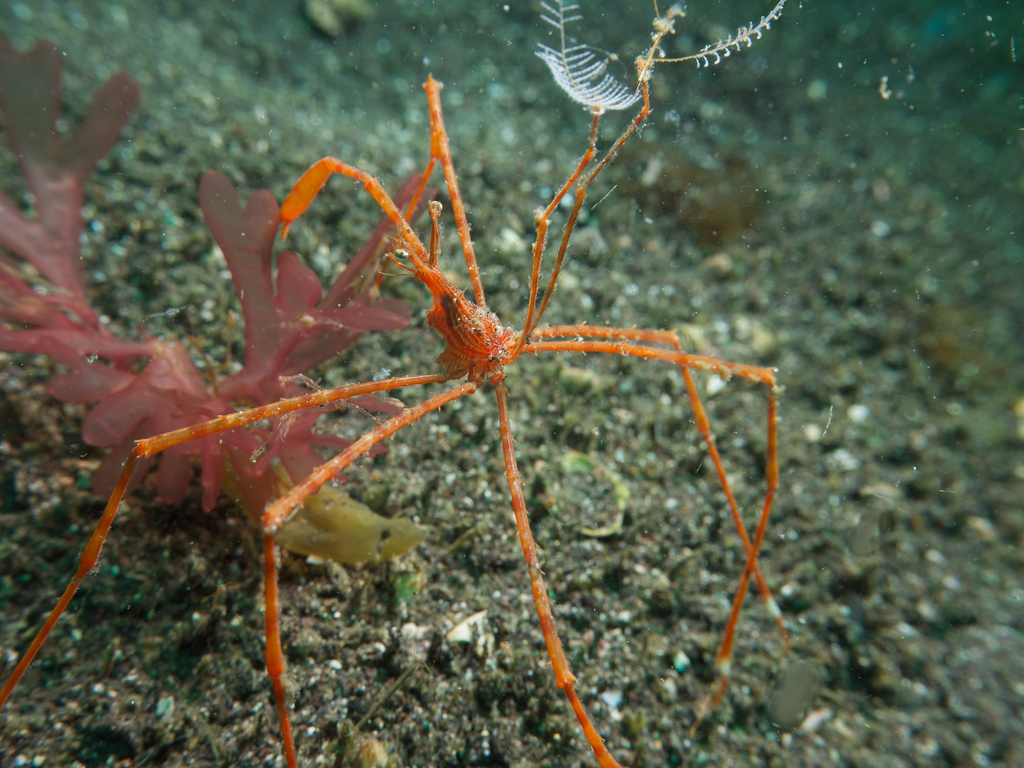
Eplumula phalangium (familj Latreilliidae)

- Dakoticancroidea
  - Dakoticancridae †
  - Ibericancridae †
- Dromioidea
  - Dromiidae
  - Dynomenidae
  - Etyiidae †
- Glaessneropsoidea
  - Glaessneropsidae †
  - Lecythocaridae †
  - Longodromitidae †
  - Nodoprosopidae †
- Homolodromioidea
  - Homolodromiidae
- Homoloidea
  - Homolidae
  - Latreilliidae
  - Poupiniidae

## Raninoida

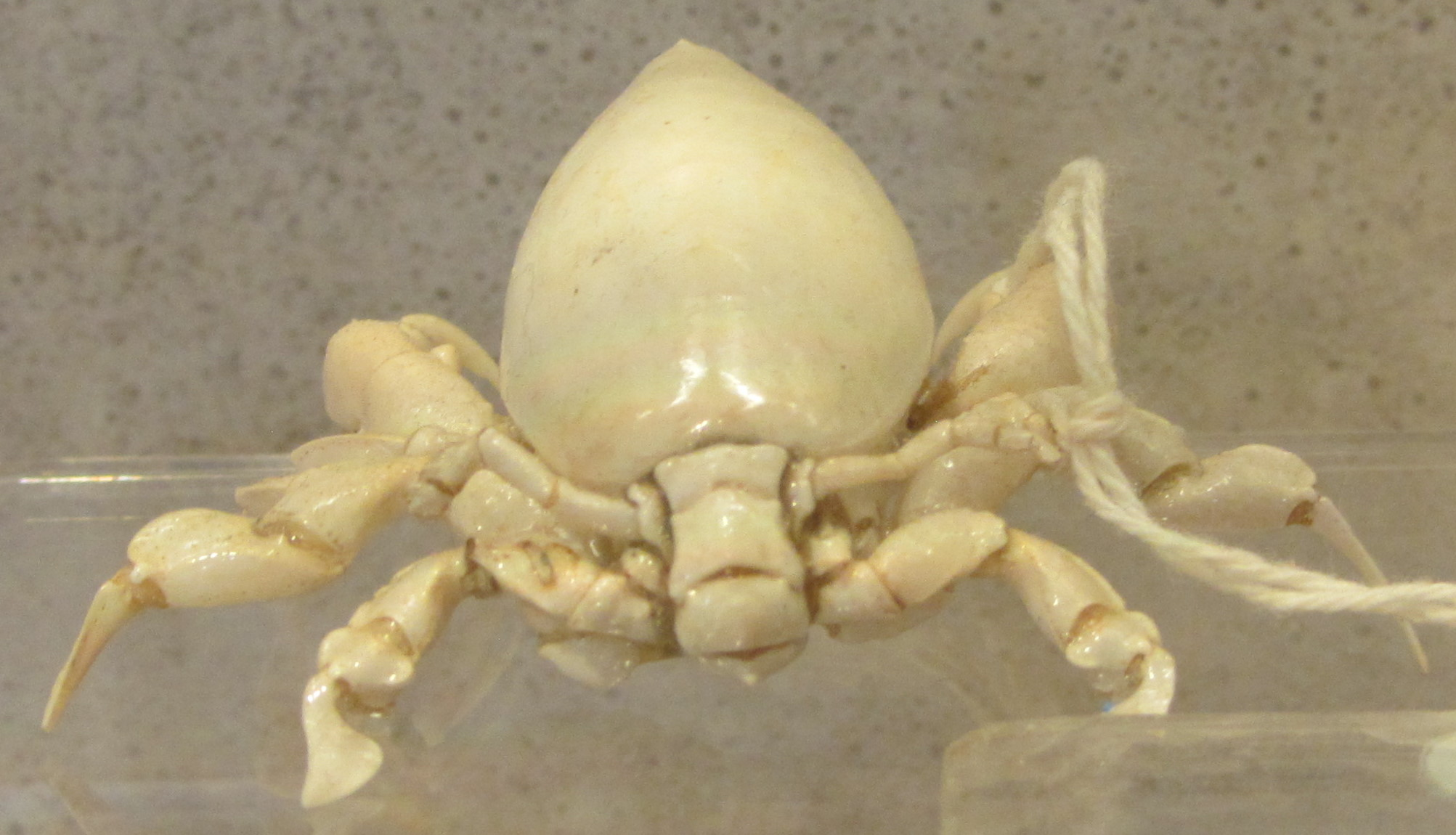
Lyreidus stenops (familj Raninidae)

- Raninoidea
  - Camarocarcinidae †
  - Cenomanocarcinidae †
  - Raninidae

## Cyclodorippoida
- Cyclodorippoidea
  - Cyclodorippidae
  - Cymonomidae
  - Phyllotymolinidae

## Eubrachyura

### Heterotremata
- Aethroidea
  - Aethridae
- Bellioidea
  - Belliidae
- Bythograeoidea
  - Bythograeidae
- Calappoidea
  - Calappidae
  - Matutidae
- Cancroidea
  - Atelecyclidae
  - Cancridae
- Carpilioidea
  - Carpiliidae
  - Paleoxanthopsidae †
  - Tumidocarcinidae †
  - Zanthopsidae †
- Cheriagonoidea
  - Cheiragonidae
- Corystoidea
  - Corystidae
- Dairoidea
  - Dairidae
  - Dacryopilumnidae
- Dorippoidea
  - Dorippidae
  - Ethusidae
  - Necrocarcinidae †
  - Ornithopsidae †
- Eriphioidea
  - Dairoididae
  - Eriphiidae
  - Hypothalassiidae
  - Menippidae
  - Oziidae
  - Platyxanthidae
- Gecarcinucoidea
  - Gecarcinucidae
  - Parathelphusidae
- Goneplacoidea
  - Acidopsidae
  - Carinocarcinoididae †
  - Chasmocarcinidae
  - Conleyidae
  - Euryplacidae
  - Goneplacidae
  - Litocheiridae
  - Martinocarcinidae †
  - Mathildellidae
  - Progeryonidae
  - Scalopidiidae
  - Sotoplacidae
  - Vultocinidae
- Hexapodoidea
  - Hexapodidae
- Leucosioidea
  - Leucosiidae
  - Iphiculidae
- Majoidea
  - Epialtidae

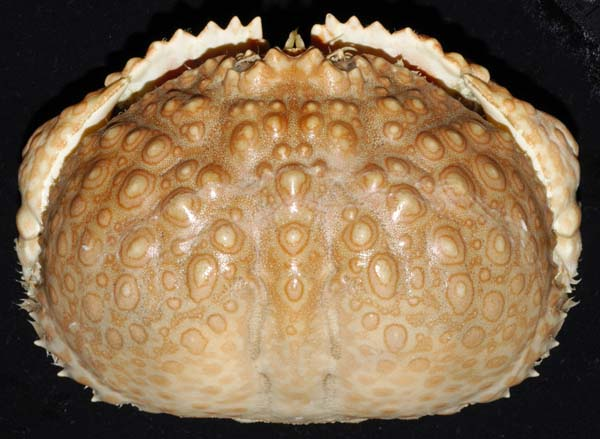
Calappa japonica (familj Calappidae)

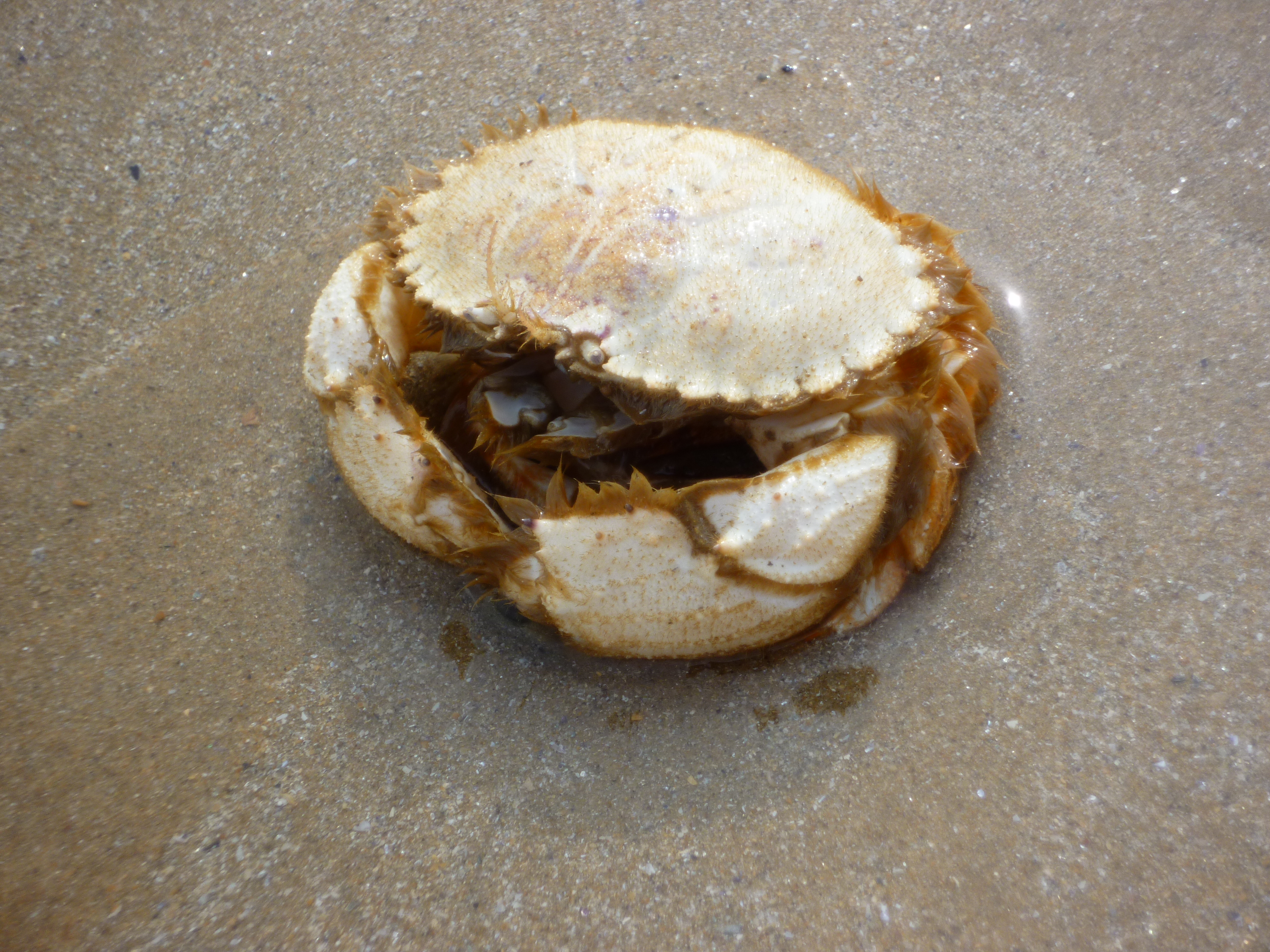
Atelecyclus undecimdentatus (familj Atelecyclidae)

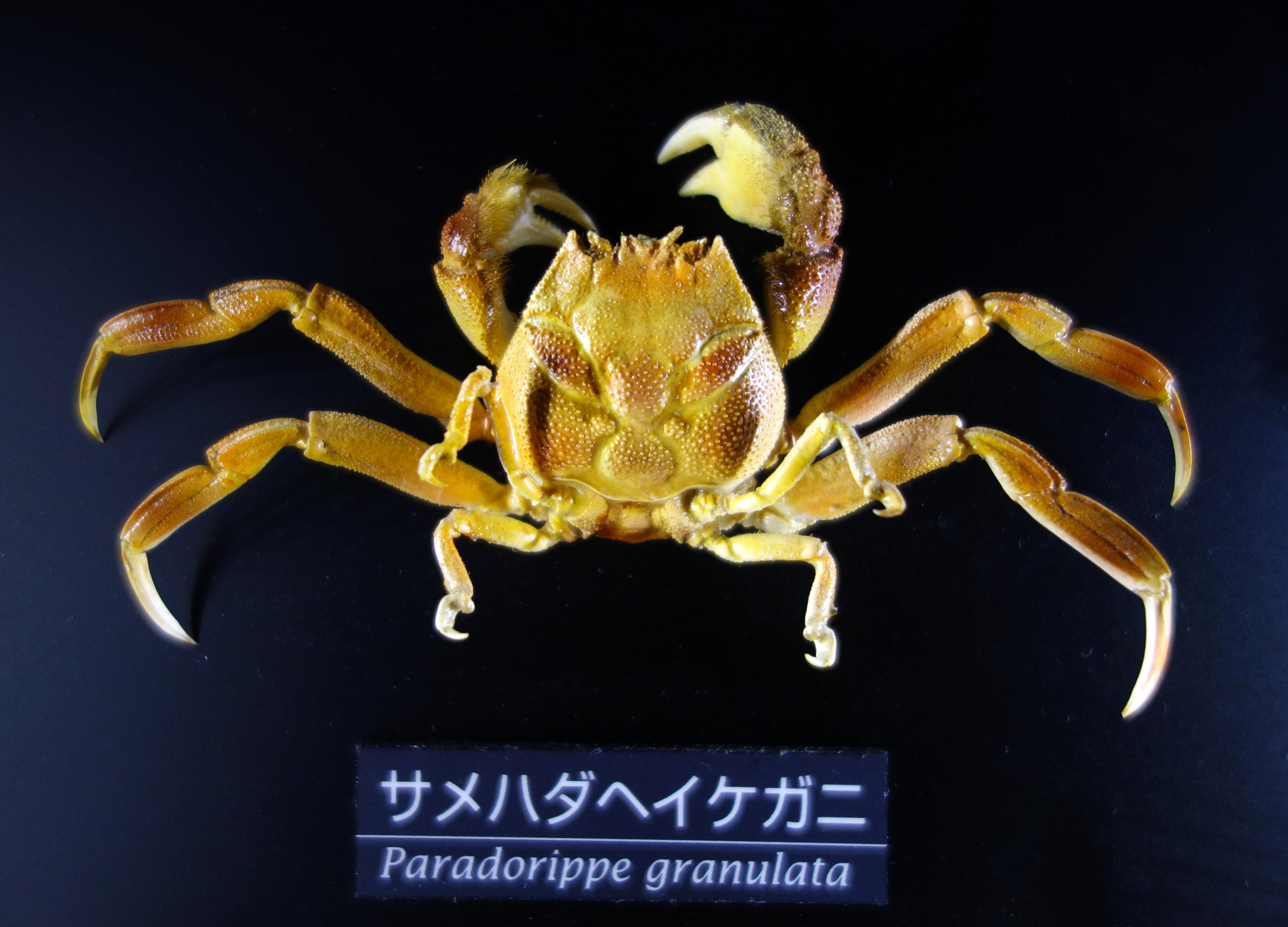
Paradorippe granulata (familj Dorippidae)

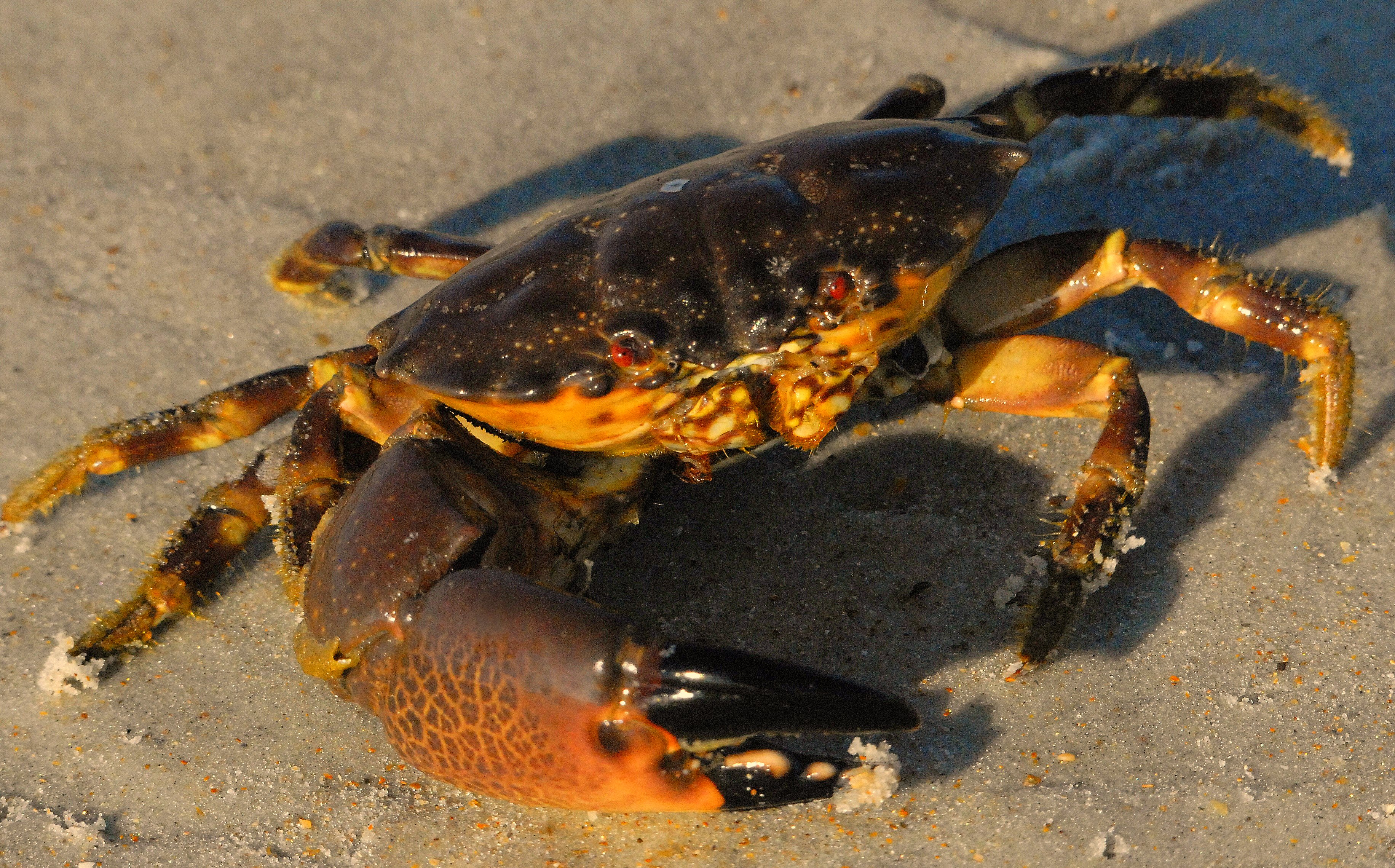
Menippe mercenaria (familj Menippidae)

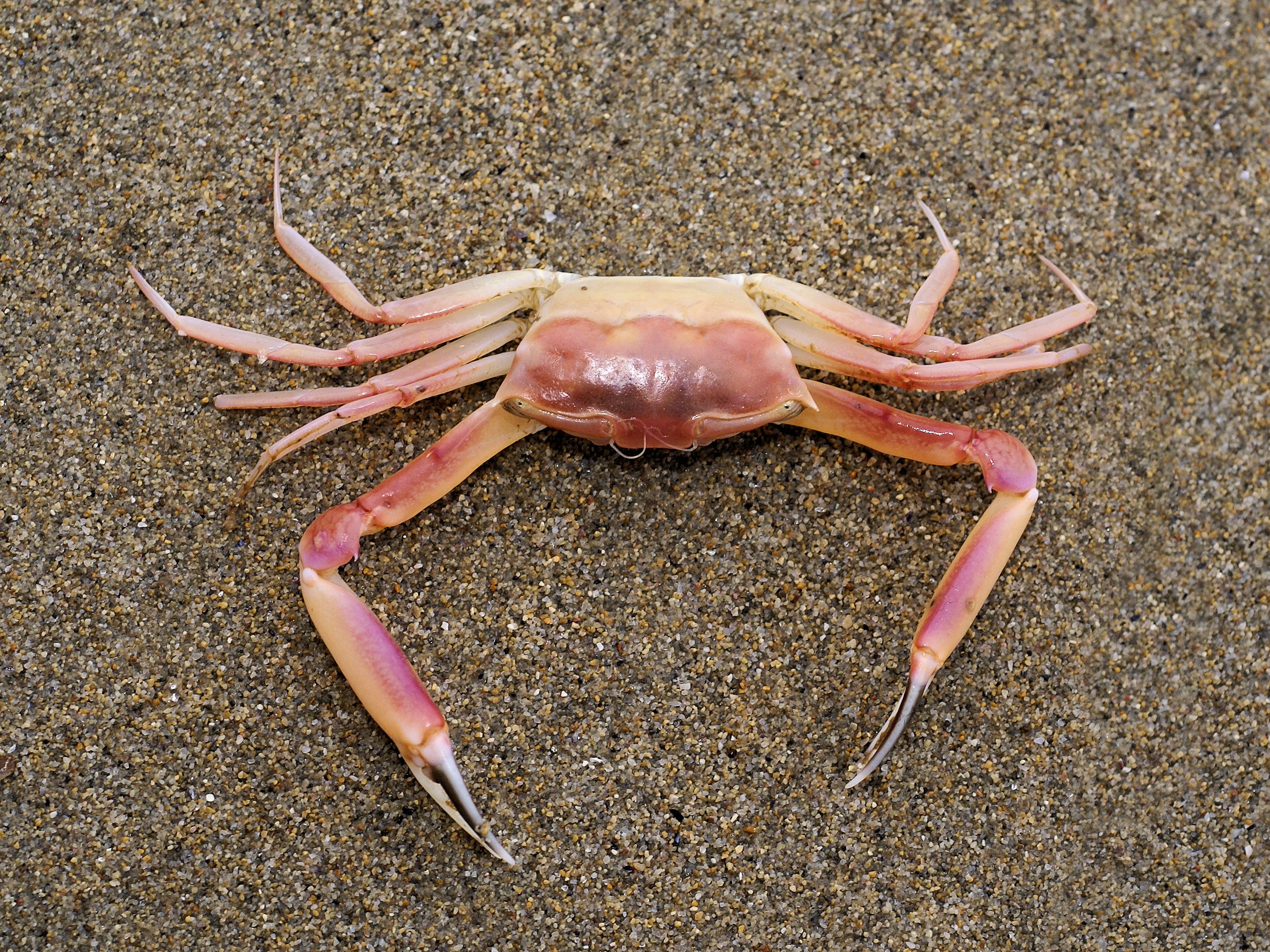
Goneplax rhomboides (familj Goneplacidae)

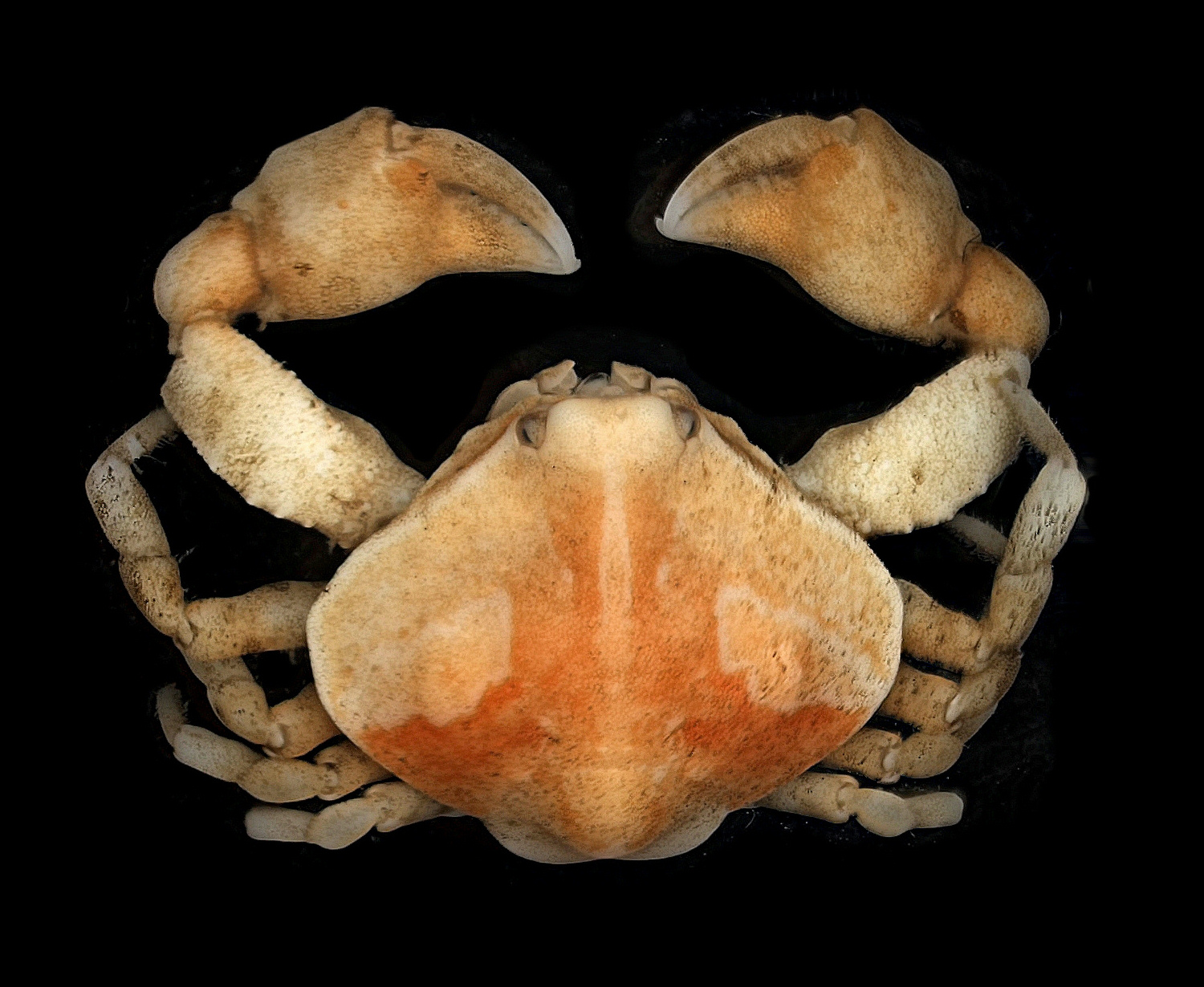
Ebalia tumefacta (familj Leucosiidae)

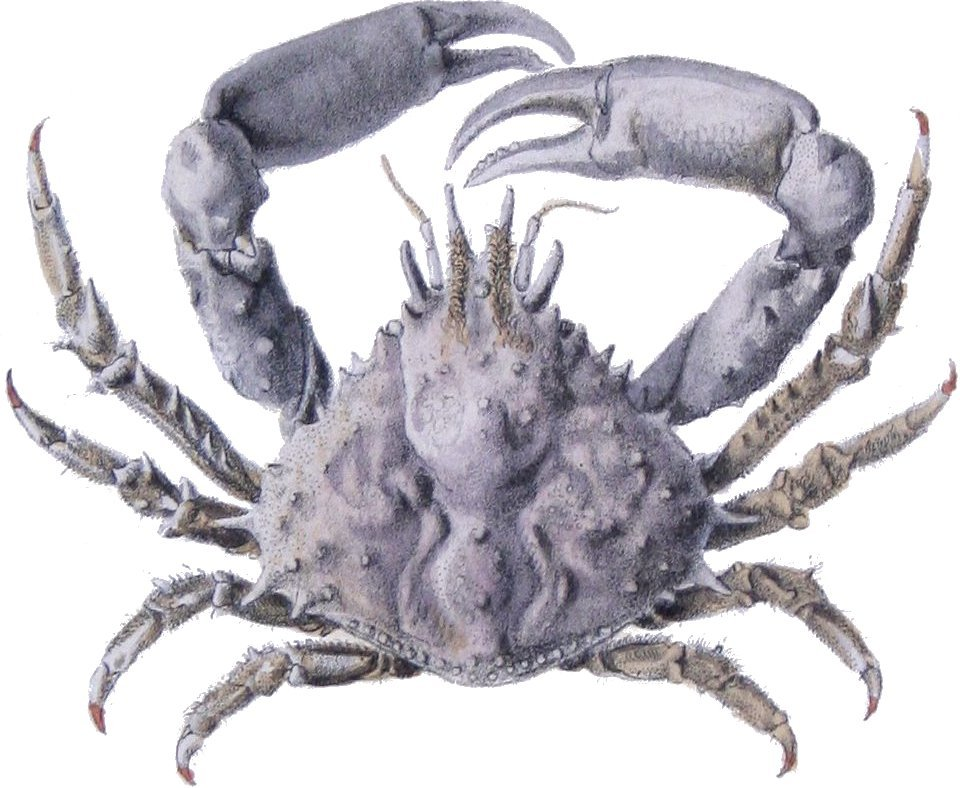
Microphys weddellii (familj Majidae)

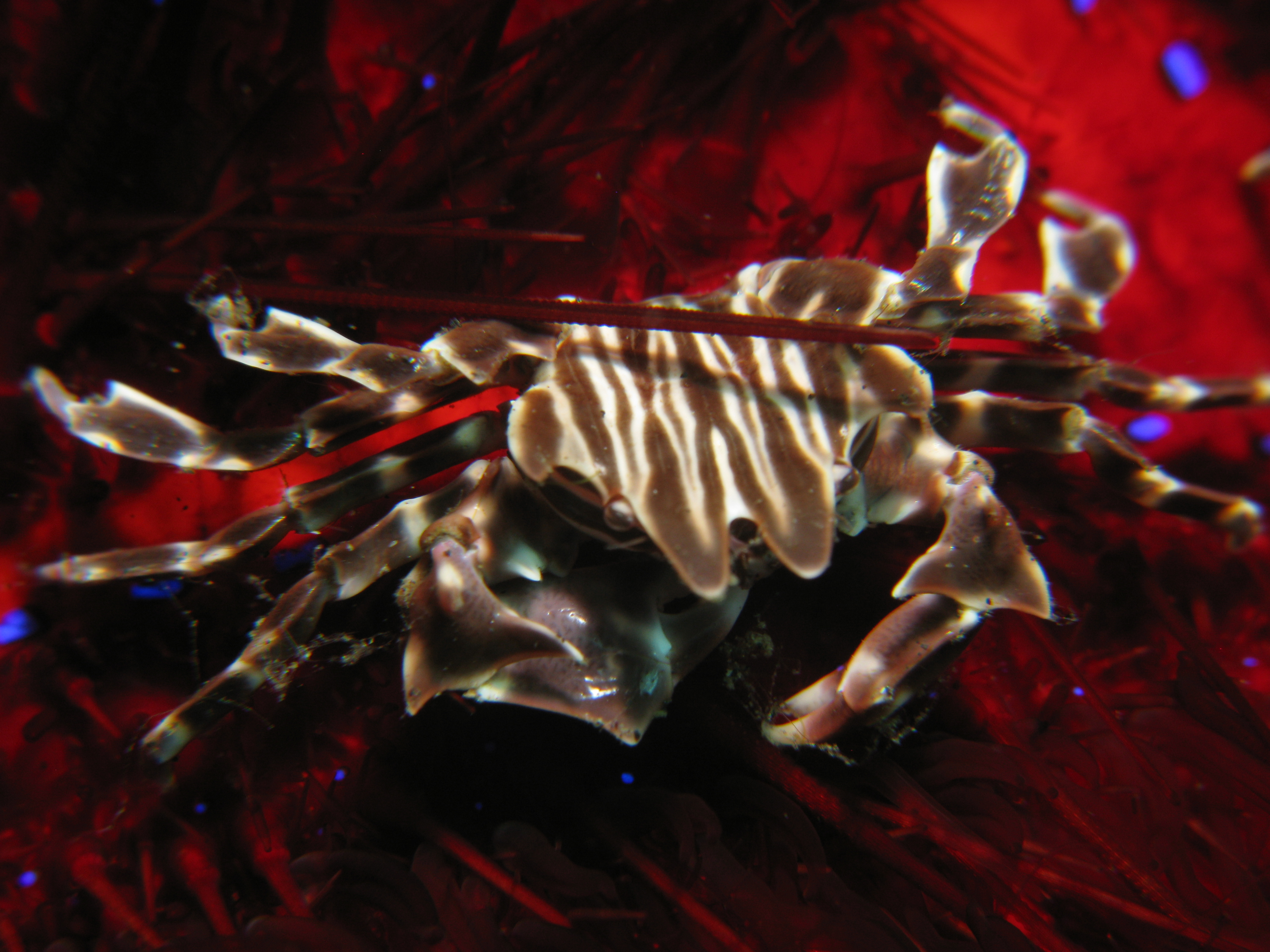
Zebrida adamsii (familj Pilumnidae)

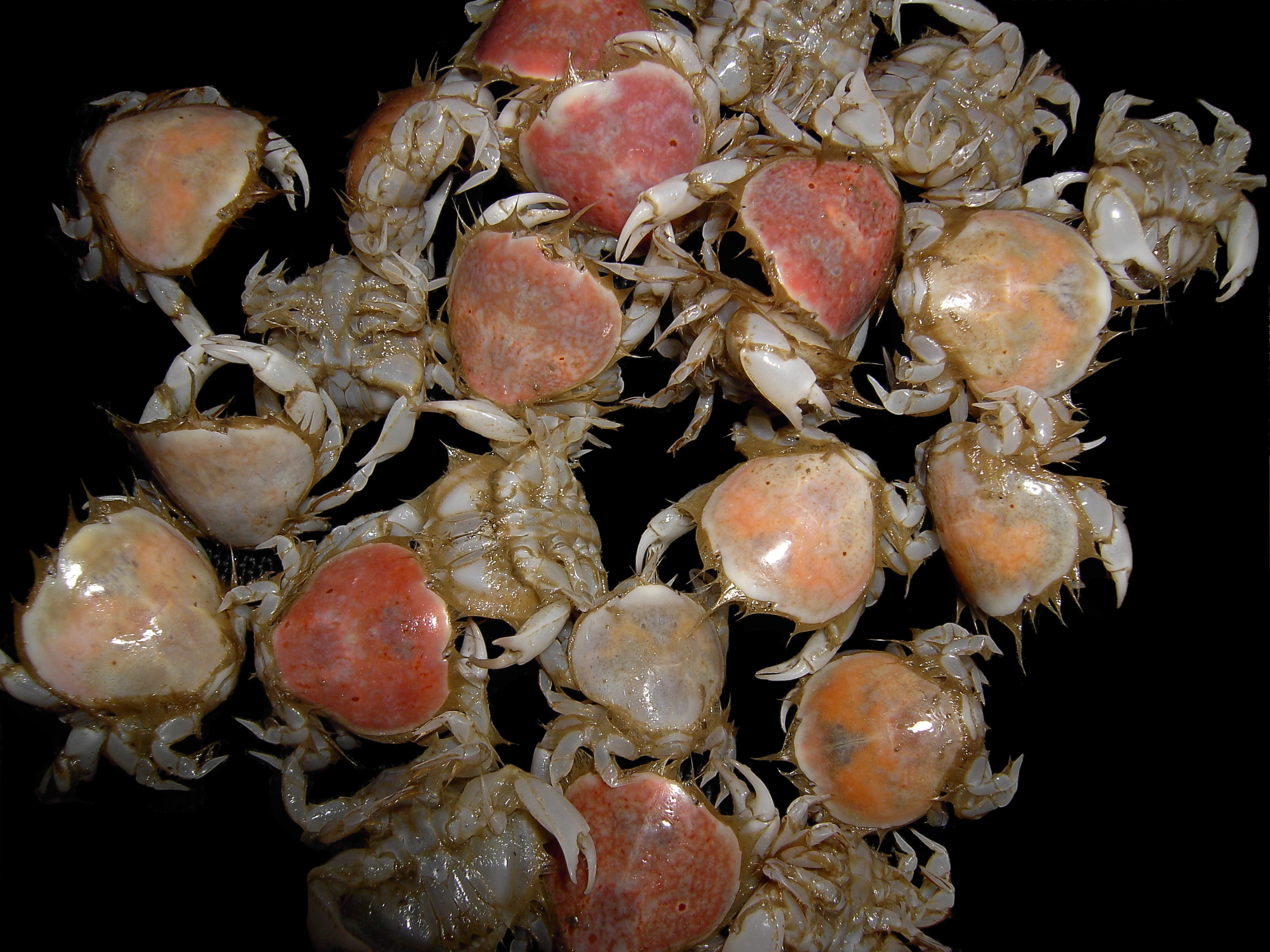
Nagelkrabba (Thia scutellata)

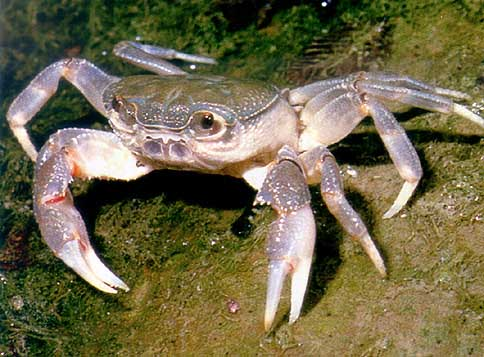
Potamon fluviatile (familj Potamidae)

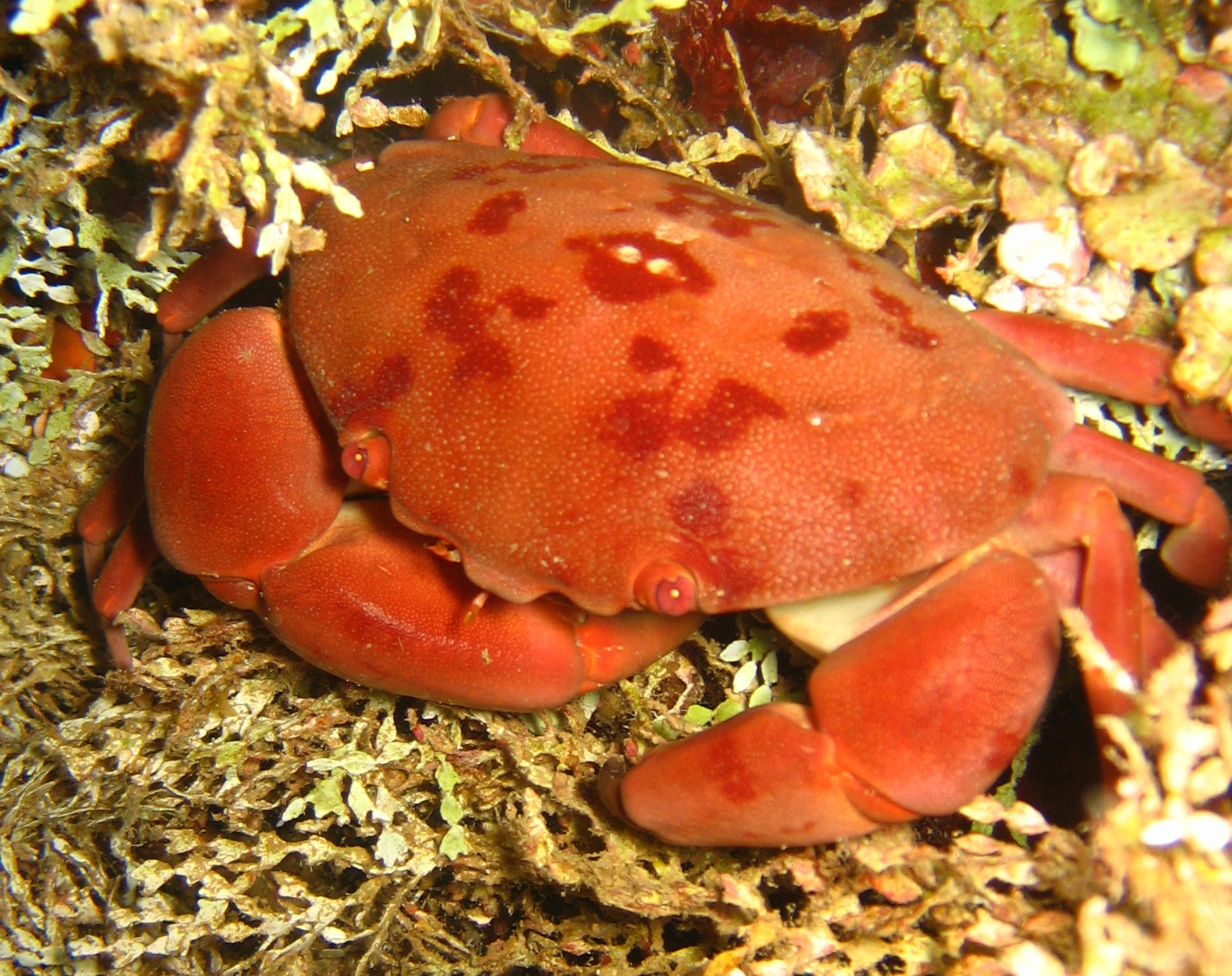
Atergatis subdentatus (familj Xanthidae)

  - Hymenosomatidae – tillhör kanske en annan överfamilj[2]
  - Inachidae
  - Inachoididae
  - Majidae
  - Oregoniidae
- Orithyioidea
  - Orithyiidae (bara arten Orithyia sinica)
- Palicoidea
  - Crossotonotidae
  - Palicidae
- Parthenopoidea
  - Parthenopidae
- Pilumnoidea
  - Galeidae
  - Pilumnidae
  - Tanaocheleidae
- Portunoidea
  - Carcinidae
  - Carcineretidae †
  - Catoptridae
  - Geryonidae
  - Lithophylacidae †
  - Longusorbiidae †
  - Macropipidae
  - Pirimelidae
  - Portunidae
  - Psammocarcinidae †
  - Thiidae
- Potamoidea
  - Potamidae
  - Potamonautidae
- Pseudothelphusoidea
  - Pseudothelphusidae
- Pseudozioidea
  - Pilumnoididae
  - Planopilumnidae
  - Pseudoziidae
- Retroplumoidea
  - Retroplumidae
- Trapezioidea
  - Domeciidae
  - Tetraliidae
  - Trapeziidae
- Trichodactyloidea
  - Trichodactylidae
- Xanthoidea
  - Xanthidae
  - Panopeidae
  - Pseudorhombilidae

### Thoracotremata

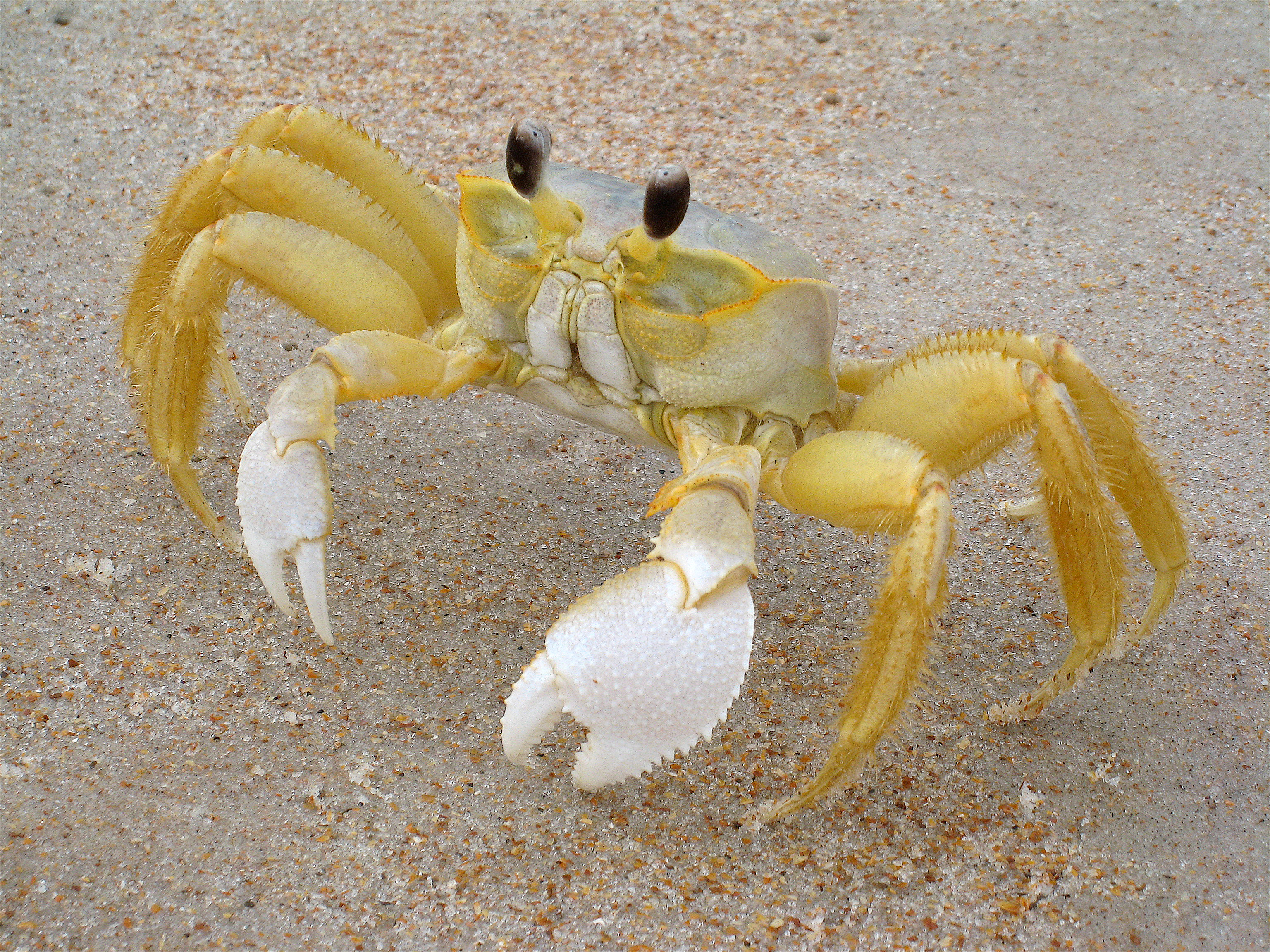
Ocypode quadrata (familj Ocypodidae)

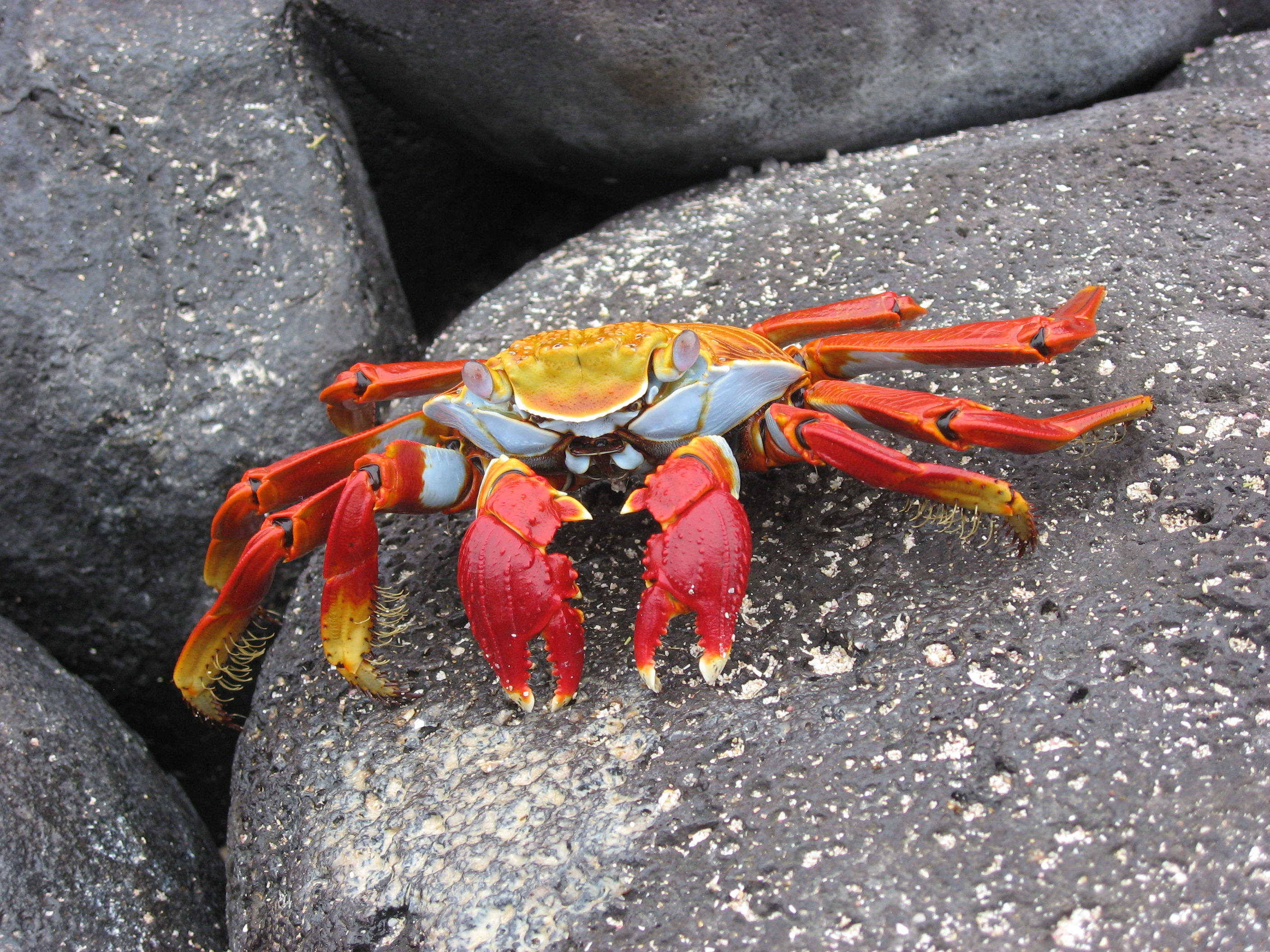
Grapsus grapsus (familj Grapsidae)

- Ocypodoidea
  - Camptandriidae
  - Dotillidae
  - Heloeciidae
  - Macrophthalmidae
  - Mictyridae
  - Ocypodidae
  - Ucididae
  - Xenophthalmidae
- Pinnotheroidea
  - Pinnotheridae
- Cryptochiroidea
  - Cryptochiridae
- Grapsoidea
  - Gecarcinidae
  - Glyptograpsidae
  - Grapsidae
  - Plagusiidae
  - Sesarmidae
  - Varunidae
  - Xenograpsidae